# Polyalthia subcordata
Polyalthia subcordata là loài thực vật có hoa thuộc họ Na. Loài này được (Blume) Blume miêu tả khoa học đầu tiên năm 1830.